# Powiat Esslingen
Powiat Esslingen (niem. Landkreis Esslingen) – powiat w Niemczech, w  kraju związkowym Badenia-Wirtembergia, w rejencji Stuttgart, w regionie Stuttgart. Stolicą powiatu jest miasto Esslingen am Neckar. Sąsiaduje z powiatami: Rems-Murr, Göppingen, Reutlingen, Böblingen oraz ze Stuttgartem – miastem na prawach powiatu.

## Podział administracyjny
W skład powiatu Esslingen wchodzi:
- trzynaście gmin miejskich (Stadt)
- 31 gmin wiejskich (Gemeinde)
- cztery wspólnoty administracyjne (Vereinbarte Verwaltungsgemeinschaft)
- pięć związków gmin (Gemeindeverwaltungsverband)

Miasta:
| Lp. | Nazwa miasta            | Ludność (31.12.2010) | Powierzchnia km² |
| --- | ----------------------- | -------------------- | ---------------- |
| 1   | Aichtal                 | 9.642                | 23,64            |
| 2   | Esslingen am Neckar     | 91.869               | 46,43            |
| 3   | Filderstadt             | 44.348               | 38,54            |
| 4   | Kirchheim unter Teck    | 39.859               | 40,47            |
| 5   | Leinfelden-Echterdingen | 37.222               | 29,90            |
| 6   | Neuffen                 | 6.164                | 17,45            |
| 7   | Nürtingen               | 40.364               | 46,90            |
| 8   | Ostfildern              | 36.163               | 22,81            |
| 9   | Owen                    | 3.449                | 9,70             |
| 10  | Plochingen              | 14.045               | 10,65            |
| 11  | Weilheim an der Teck    | 9.431                | 26,51            |
| 12  | Wendlingen am Neckar    | 15.978               | 12,15            |
| 13  | Wernau (Neckar)         | 12.383               | 10,90            |

Gminy wiejskie:
| Lp. | Nazwa gminy               | Ludność (31.12.2010) | Powierzchnia km² |
| --- | ------------------------- | -------------------- | ---------------- |
| 1   | Aichwald                  | 7.558                | 14,68            |
| 2   | Altbach                   | 5.840                | 3,35             |
| 3   | Altdorf                   | 1.484                | 3,25             |
| 4   | Altenriet                 | 1.933                | 3,35             |
| 5   | Baltmannsweiler           | 5.554                | 18,54            |
| 6   | Bempflingen               | 3.348                | 6,27             |
| 7   | Beuren                    | 3.359                | 11,69            |
| 8   | Bissingen an der Teck     | 3.523                | 17,06            |
| 9   | Deizisau                  | 6.420                | 5,17             |
| 10  | Denkendorf                | 10.467               | 13,06            |
| 11  | Dettingen unter Teck      | 5.698                | 15,13            |
| 12  | Erkenbrechtsweiler        | 2.102                | 6,93             |
| 13  | Frickenhausen             | 8.760                | 11,35            |
| 14  | Großbettlingen            | 4.181                | 4,23             |
| 15  | Hochdorf                  | 4.693                | 7,75             |
| 16  | Holzmaden                 | 2.131                | 3,09             |
| 17  | Kohlberg                  | 2.277                | 4,39             |
| 18  | Köngen                    | 9.613                | 12,52            |
| 19  | Lenningen                 | 8.177                | 41,44            |
| 20  | Lichtenwald               | 2.441                | 10,81            |
| 21  | Neckartailfingen          | 3.771                | 8,26             |
| 22  | Neckartenzlingen          | 6.150                | 9,03             |
| 23  | Neidlingen                | 1.818                | 12,62            |
| 24  | Neuhausen auf den Fildern | 11.349               | 12,47            |
| 25  | Notzingen                 | 3.552                | 7,70             |
| 26  | Oberboihingen             | 5.387                | 6,31             |
| 27  | Ohmden                    | 1.722                | 5,55             |
| 28  | Reichenbach an der Fils   | 7.936                | 7,43             |
| 29  | Schlaitdorf               | 1.783                | 7,31             |
| 30  | Unterensingen             | 4.577                | 7,56             |
| 31  | Wolfschlugen              | 6.309                | 7,12             |

Wspólnoty administracyjne:
| Lp. | Nazwa wspólnoty administracyjnej | Ludność (31.12.2010) | Powierzchnia km² | Liczba gmin |
| --- | -------------------------------- | -------------------- | ---------------- | ----------- |
| 1   | Kirchheim unter Teck             | 49.379               | 63,30            | 3           |
| 2   | Neuffen                          | 11.800               | 33,53            | 3           |
| 3   | Nürtingen                        | 69.578               | 83,47            | 6           |
| 4   | Weilheim an der Teck             | 18.625               | 64,80            | 5           |

Związki gmin:
| Lp. | Nazwa związku gmin      | Ludność (31.12.2010) | Powierzchnia km² | Liczba gmin |
| --- | ----------------------- | -------------------- | ---------------- | ----------- |
| 1   | Lenningen               | 13.728               | 58,07            | 3           |
| 2   | Neckartenzlingen        | 18.469               | 37,47            | 6           |
| 3   | Plochingen              | 26.305               | 19,17            | 3           |
| 4   | Reichenbach an der Fils | 20.624               | 44,53            | 4           |
| 5   | Wendlingen am Neckar    | 25.591               | 24,67            | 2           |